# 麥可·泰倫哲
麥可·泰倫哲（英語：Michael Tellinger，1960年—）是南非社會運動者、作家、探險家，在南非成立了烏班圖黨，倡導烏班圖理念，反對銀行和中央銀行。

## 生平
1960年出生於捷克斯洛伐克，自幼隨父母移居南非。1983年畢業於金山大學醫學院。
早年是一名音樂人，與羅素·史特林（Russell Stirling）組成了「史特林和泰倫哲」（Stirling & Tellinger）二人組。在1986年創作和錄製了反種族隔離的歌曲《我們來自約翰內斯堡》（We come from Johannesburg）。

### 社會運動
泰倫哲曾是「地上自由人」運動（Freeman-on-the-land）的參與者。
在2012年，泰倫哲捲入了一場與標準銀行的法律訴訟中，標準銀行要求他償還未付清的住房貸款。不久後，泰倫哲組成了「新經濟維權聯盟」（New Economic Rights Alliance），在一個星期內徵集了大約5千個簽名。
2012年，泰倫哲在南非註冊成立了烏班圖黨；他強調「這是一個以政黨形式出現的解放運動」。

### 研究古代文明

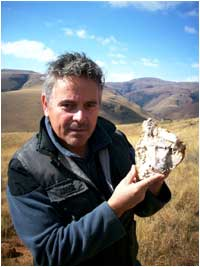
麥可·泰倫哲，攝於2012年

泰倫哲探索和研究了非洲地區的遠古文明遺跡。他將位於南非普馬蘭加省的Blaauboschkraal石頭遺址稱為「亞當的日曆」，主張該遺址的歷史要早於地球上的其他任何結構（主流考古學家認為是16世紀時期的遺址）。
他受到了撒迦利亞·西琴理論的影響，認為外星生命曾造訪過地球。

## 外部連結
- 官方网站 （英文）
- 麥可·泰倫哲的X（前Twitter） （英文）
- 麥可·泰倫哲在互联网电影资料库（IMDb）上的資料（英文）